# Ladismith (Westkaap)
Ladismith is een plaats met 3700 inwoners, in de Zuid-Afrikaanse gemeente Kannaland in de provincie West-Kaap. Ladismith ligt 300 km ten oosten van Kaapstad aan de Route 62.
Ladismith is in 1852 gesticht en vernoemd naar Lady Juana Smith, de echtgenote van de toenmalige gouverneur van de Kaapkolonie, Sir Harry Smith. De oorspronkelijke naam Ladysmith werd in 1879 veranderd in Ladismith om verwarring met Ladysmith in Natal te voorkomen.

## Economie
De lokale landbouwindustrie beleefde zijn eerste economische opleving tijdens de struisvogelverenperiode van de 19e eeuw. Het gebied staat bekend als de belangrijkste producent van abrikozen op het zuidelijk halfrond. Daarnaast dragen ook schapenhouderij, melkveehouderij, pruimen, nectarines en perziken bij aan de economische welvaart van het gebied. Dankzij de vruchtbare landbouwgrond in de valleien en de irrigatie onderscheidt het gebied van Ladismith zich duidelijk van zijn barre omgeving.

## Attracties
Attracties zijn onder meer de plaatselijke kerkgebouwen van de Pinksterbeweging en lutheranen en de geboorteplaats van de beroemde Afrikaanse dichter CJ Langenhoven. Het Anysberg Natuurreservaat ligt ongeveer 70 km ten noordwesten van Ladismith.

## Subplaatsen
Het nationaal instituut voor de statistiek, Stats SA, deelt sinds de census 2011 deze hoofdplaats in in zogenaamde subplaatsen (sub place), c.q. slechts één subplaats:
Ladismith SP.